# 泉庄乡
泉庄乡是中国山东省临沂市沂水县下辖的一个乡。

## 行政区划
泉庄乡下辖磨石沟村、康家泉村、泉庄村、石牛坡村、东郭庄村、西郭庄村、前里庄村、后里庄村、大峪村、佃坪村、坡峪村、南坡村、三庄村、黄崖村、张宅村、石棚村、梅家坡村、马头崖村、松柏崖村、尹家峪村、石佛沟村、沙地村、江家庵村、杨家洼村、石汪峪村、东棋盘村、崮崖村、塔井峪村、张庄村、张庄河南村、罗汉崖村。